# نبرد چنسلورزویل
نبرد چنسلورزویل (انگلیسی: Battle of Chancellorsville) یک جنگ بزرگ از سری جنگ‌های داخلی آمریکا است و در تعامل اصلی با کمپین چنسلورزویل بود، نبرد در روز ۳۰ آوریل آغاز و تا روز ۶ مه ۱۸۶۳ ادامه داشت. موقعیت جبههٔ جنگ، در شهرستان اسپوت‌سیلوانیای ویرجینیا و در نزدیکی چنسلرزویل، ویرجینیا بود، دو نبرد بزرگ تا قبل از این در همین منطقهٔ فریدریکسبورگ در تاریخ سوم مه در گرفته بود. کمپین اتحادیه به رهبری سرلشکر ژوزف هوکر از ارتش پوتوماک در برابر ارتش کمتر از نیمی از حجم لشکر خودش به رهبری ژنرال ارتش کنفدراسیون و ارتش ویرجینیای شمالی، رابرت ئی. لی شکل گرفت، این نبرد به عنوان نبرد کامل در تاریخ شناخته شده چرا که تصمیم مخاطره‌آمیز ژنرال رابرت لی در جهت تقسیم ارتش کوچک خودش به دو بخش یک جسارت و تهور به تمام معنی بود چرا که لشکر او به واقع به اندازهٔ نصف قوای اتحادیه به رهبری ژوزف هوکر بود، ولی این تاکتیک، جسارت و شهامت وی نتیجه داد و در کمال ناباوری بر لشکر اتحادیه پیروز شد.

## نگارخانه

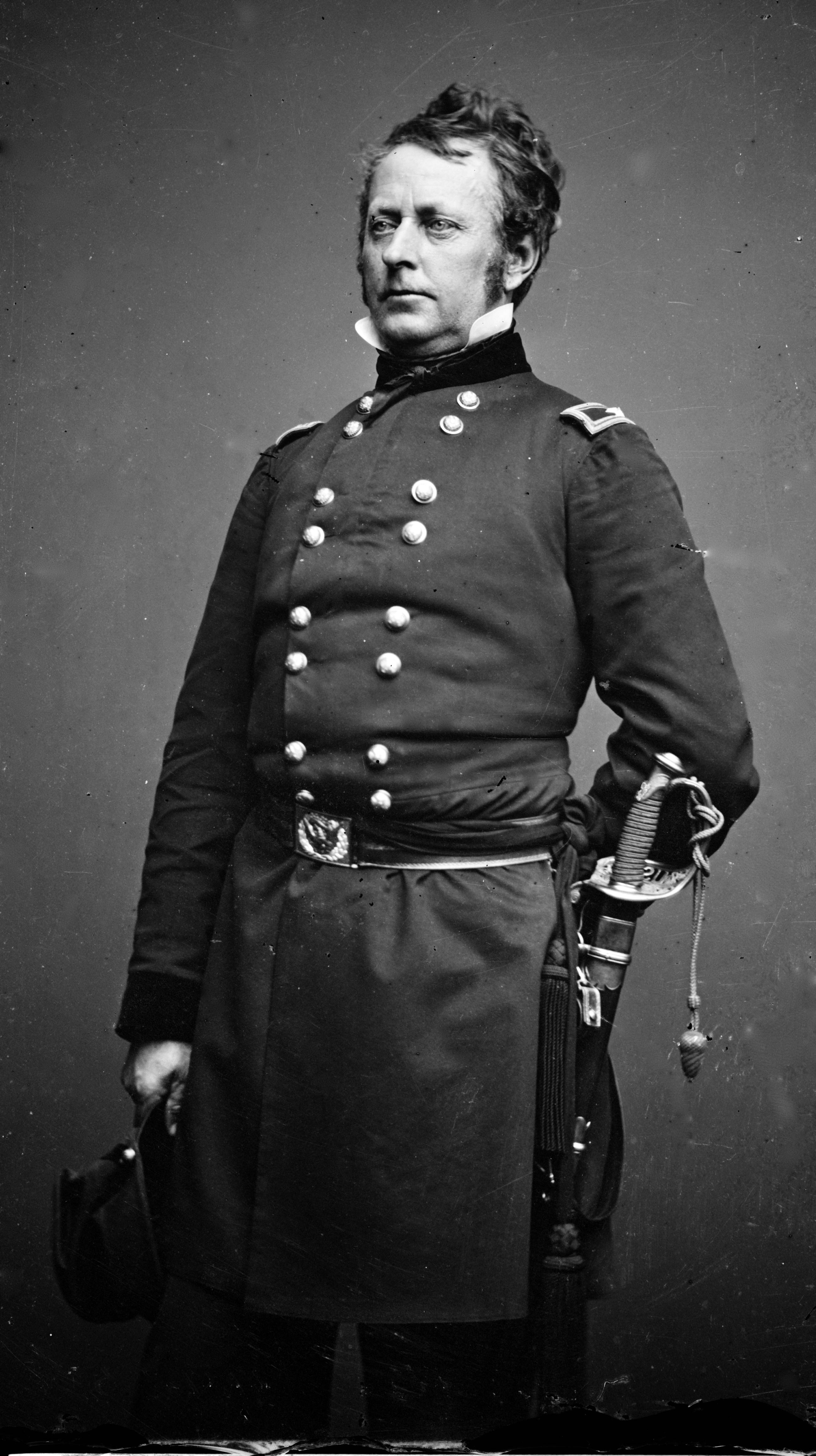
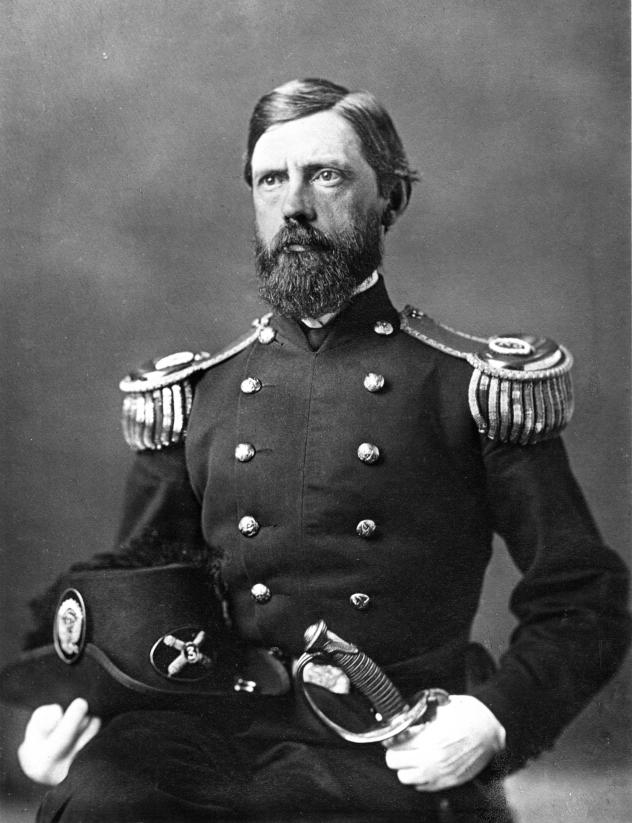
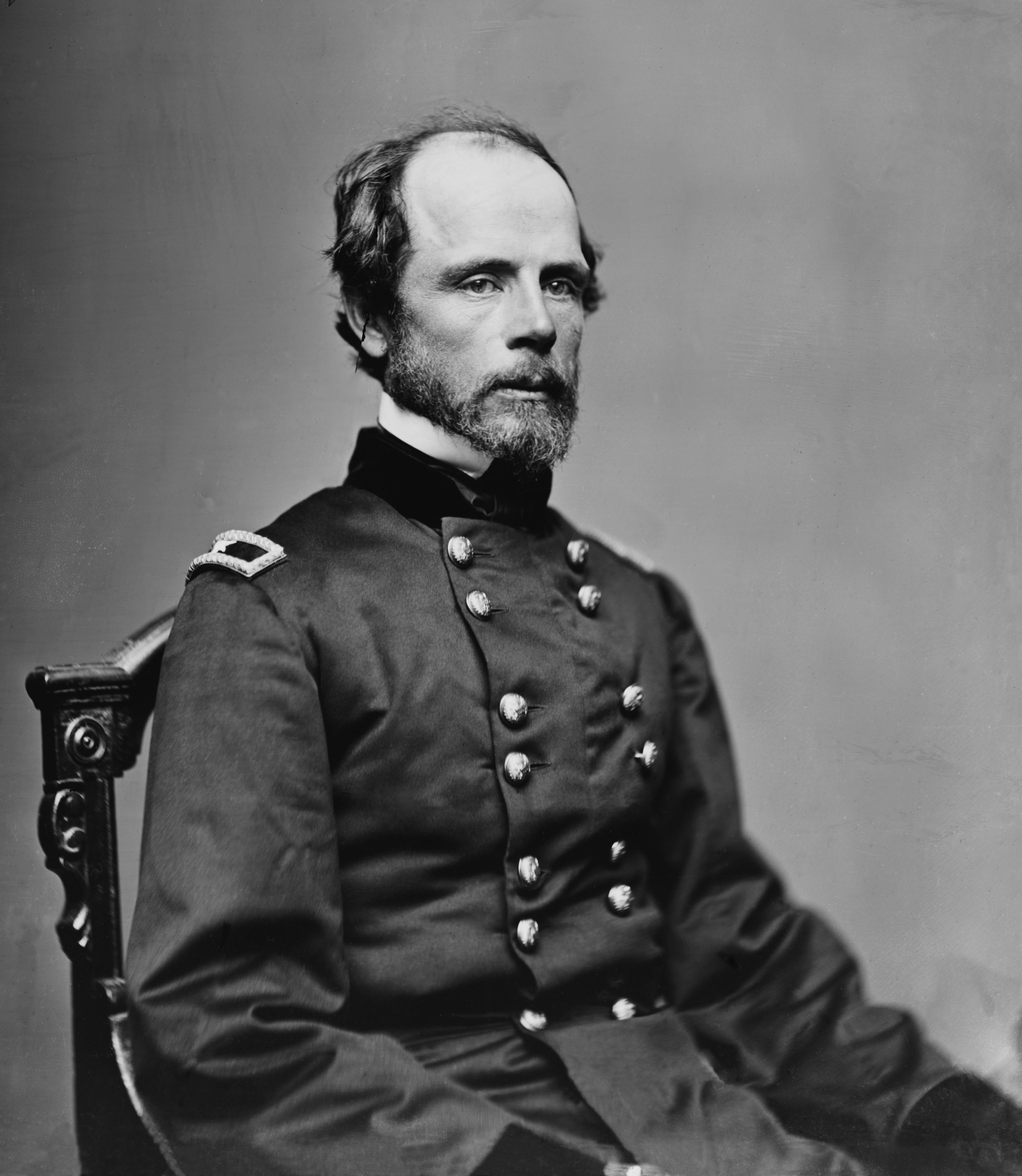
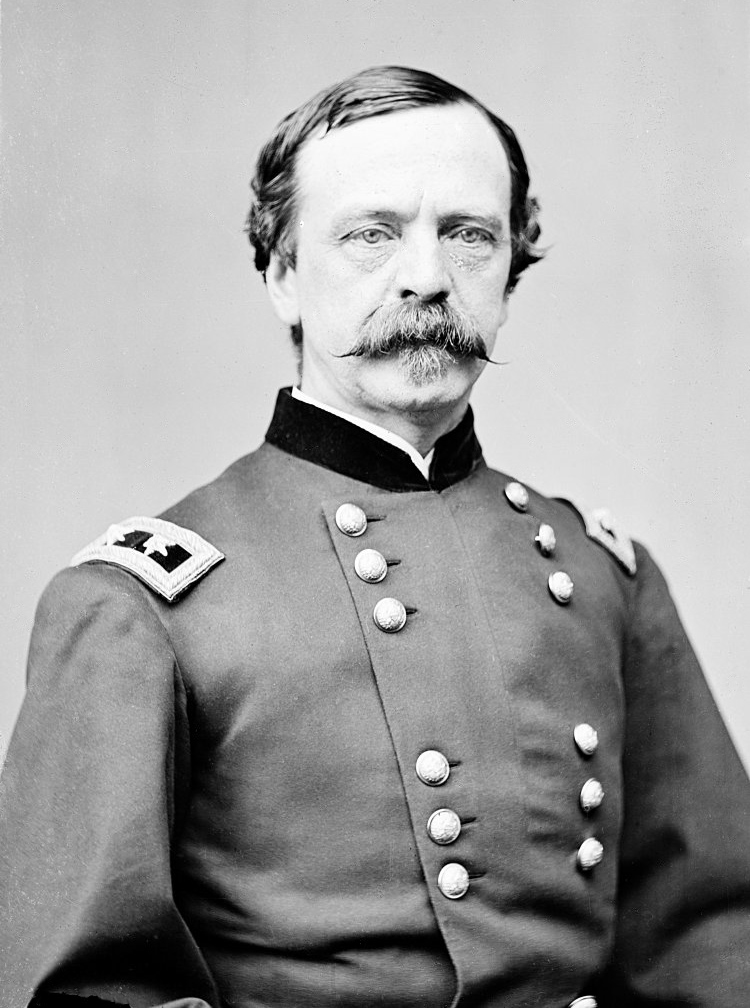
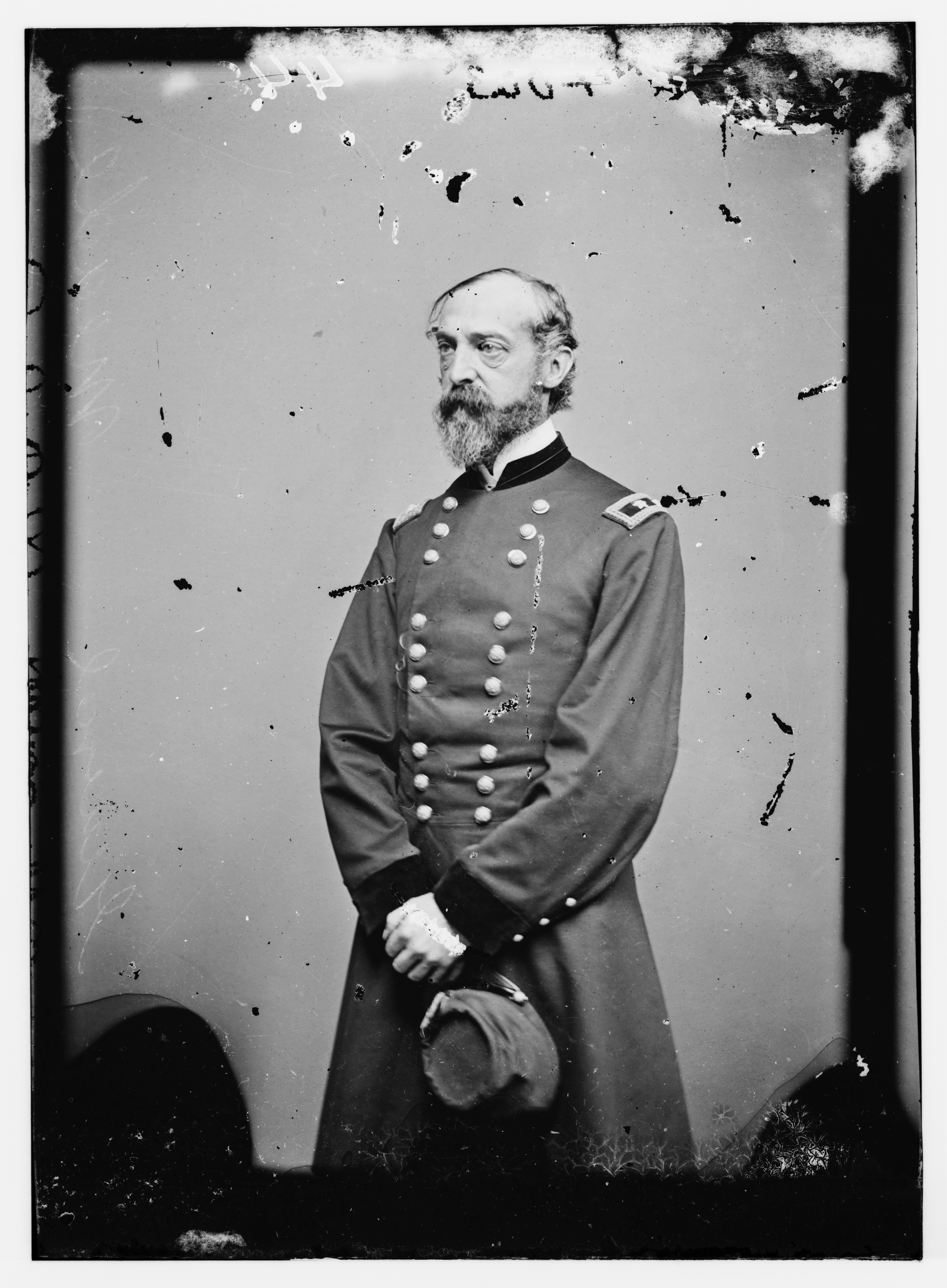
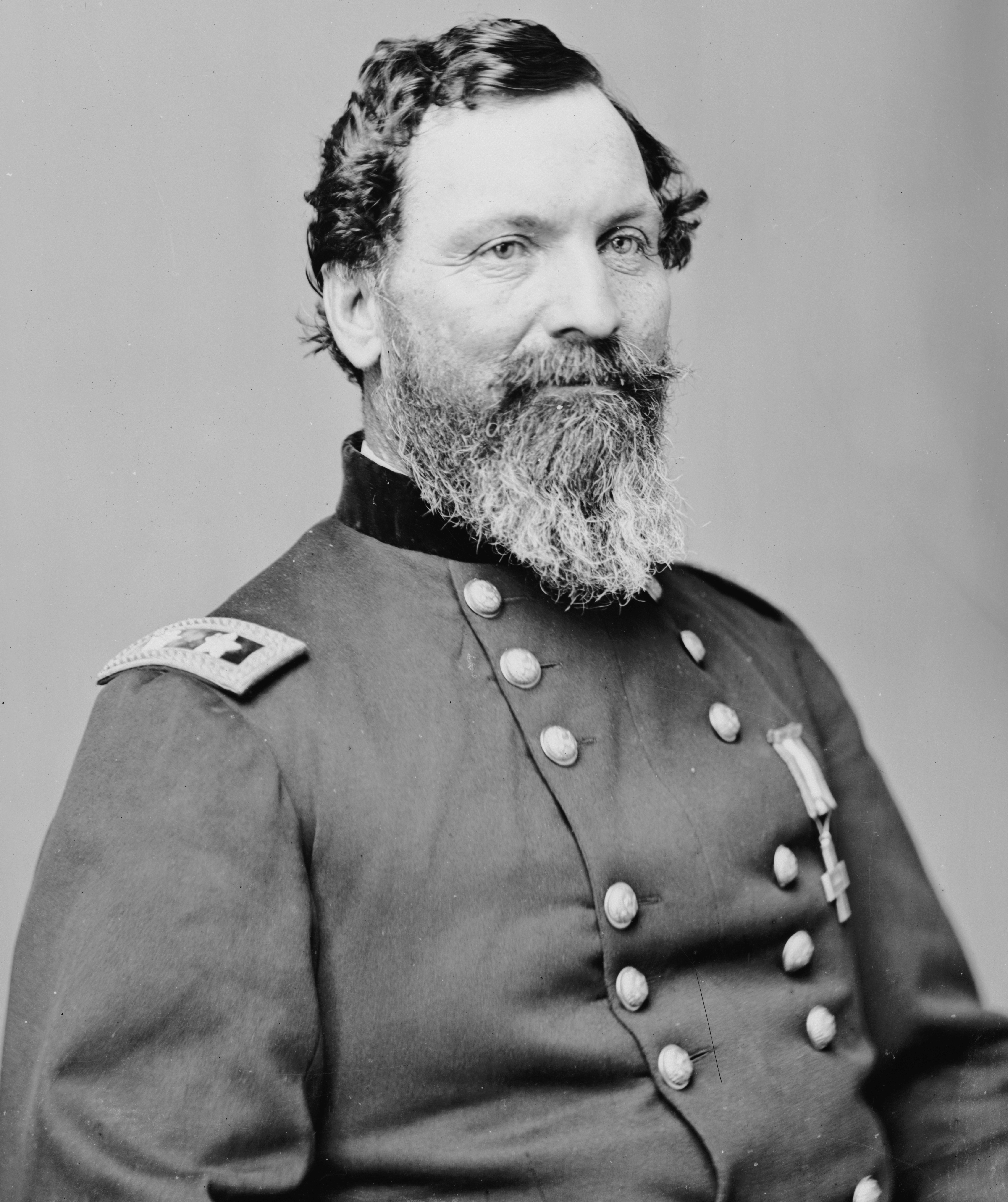
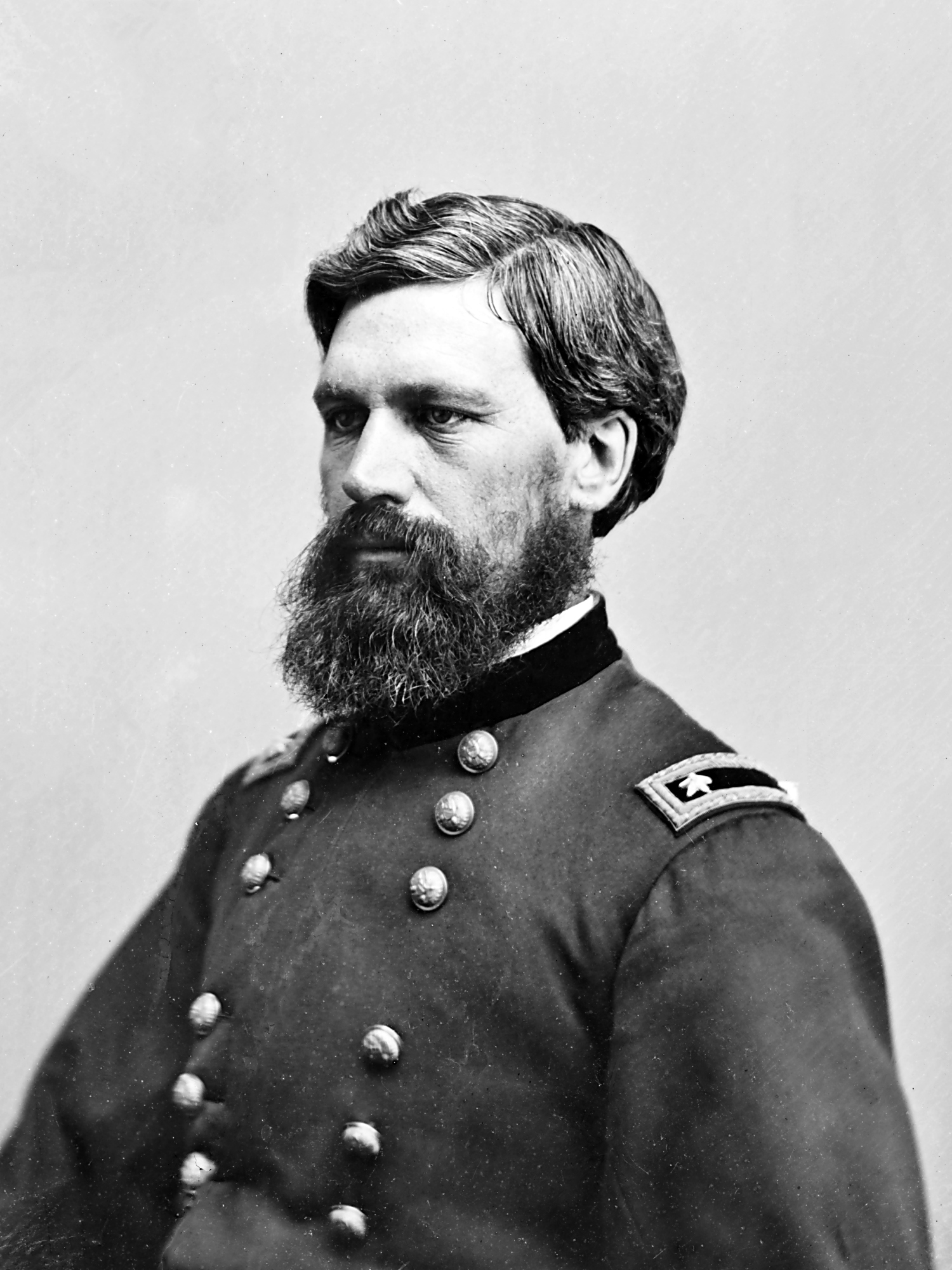
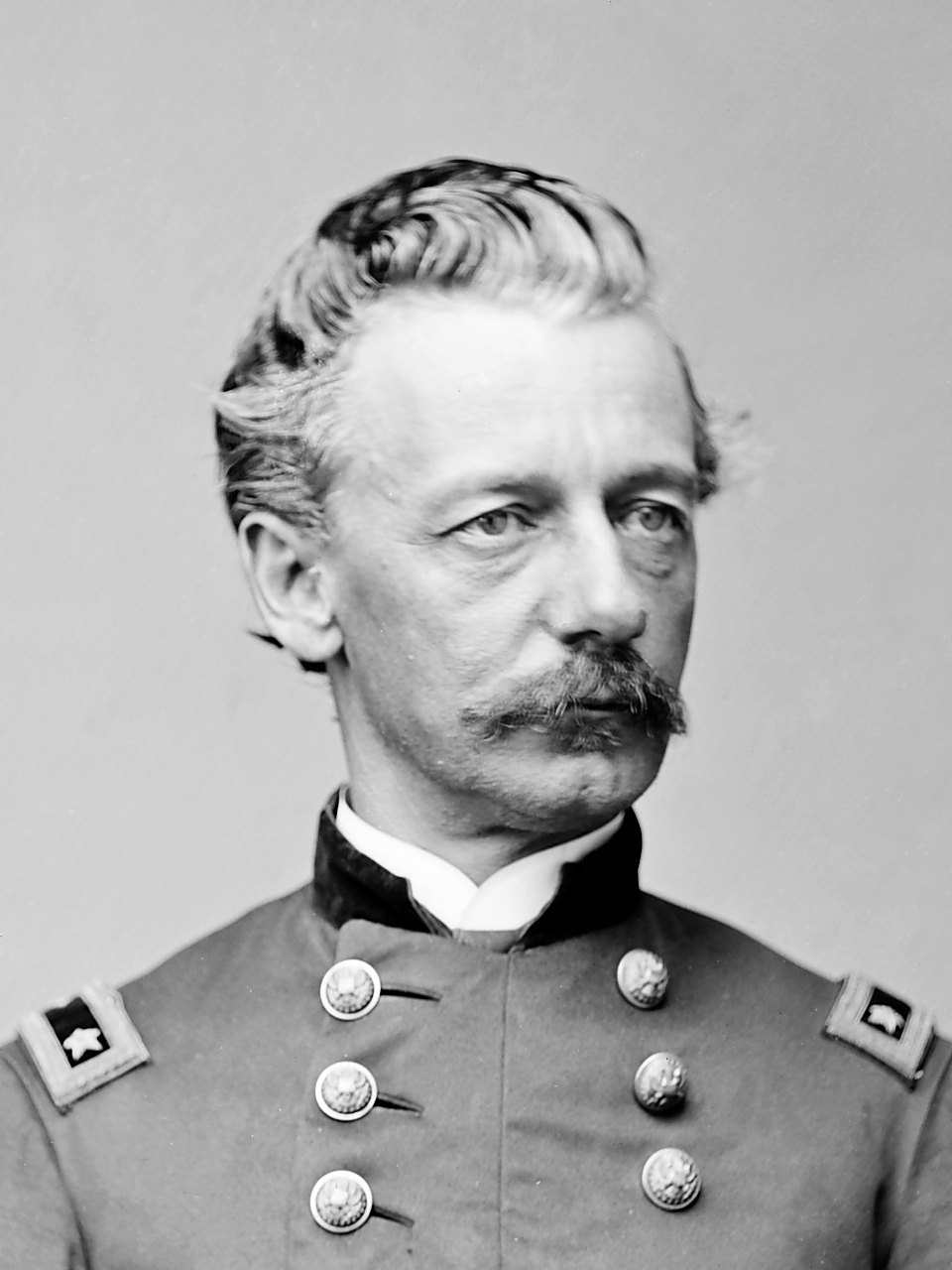
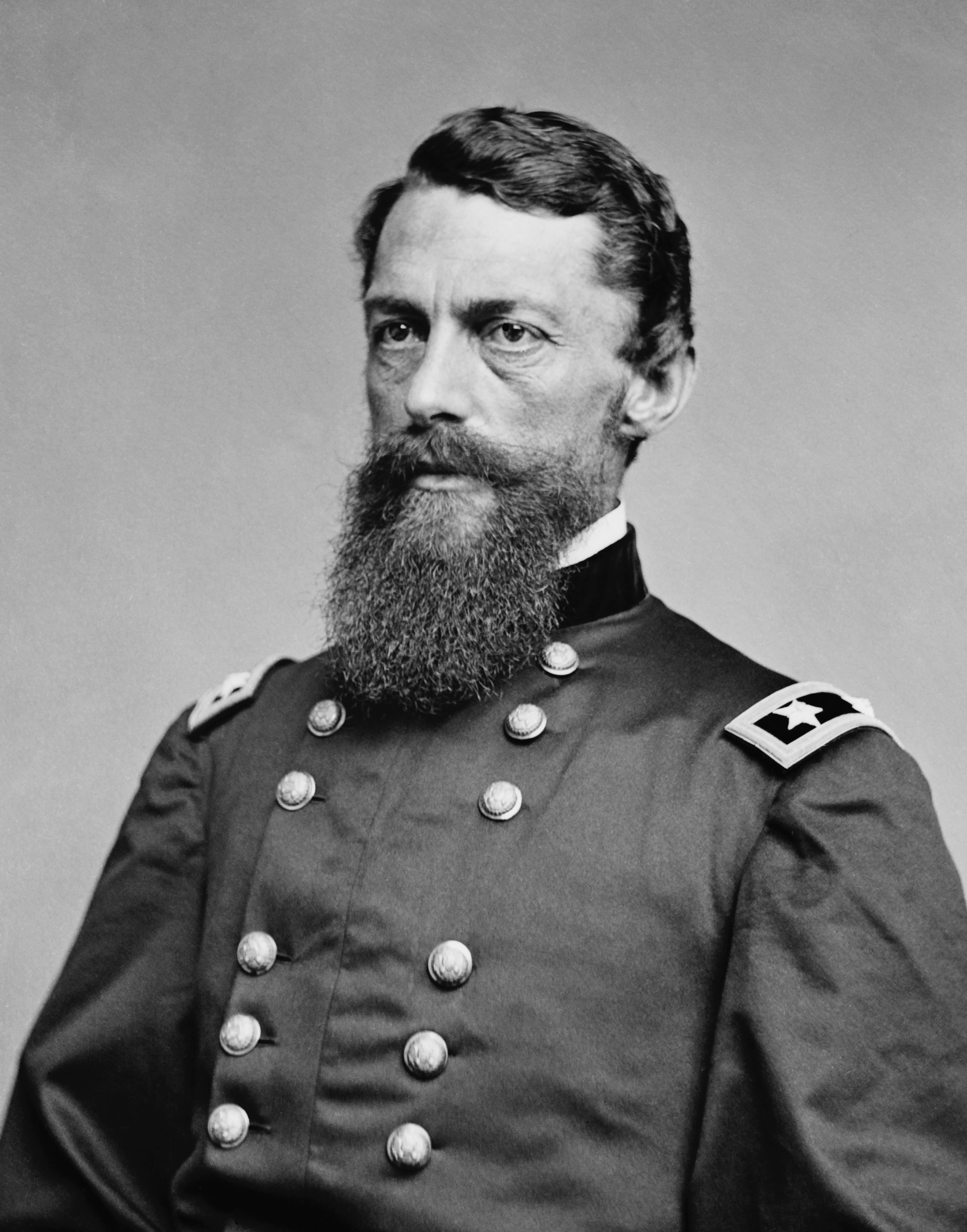
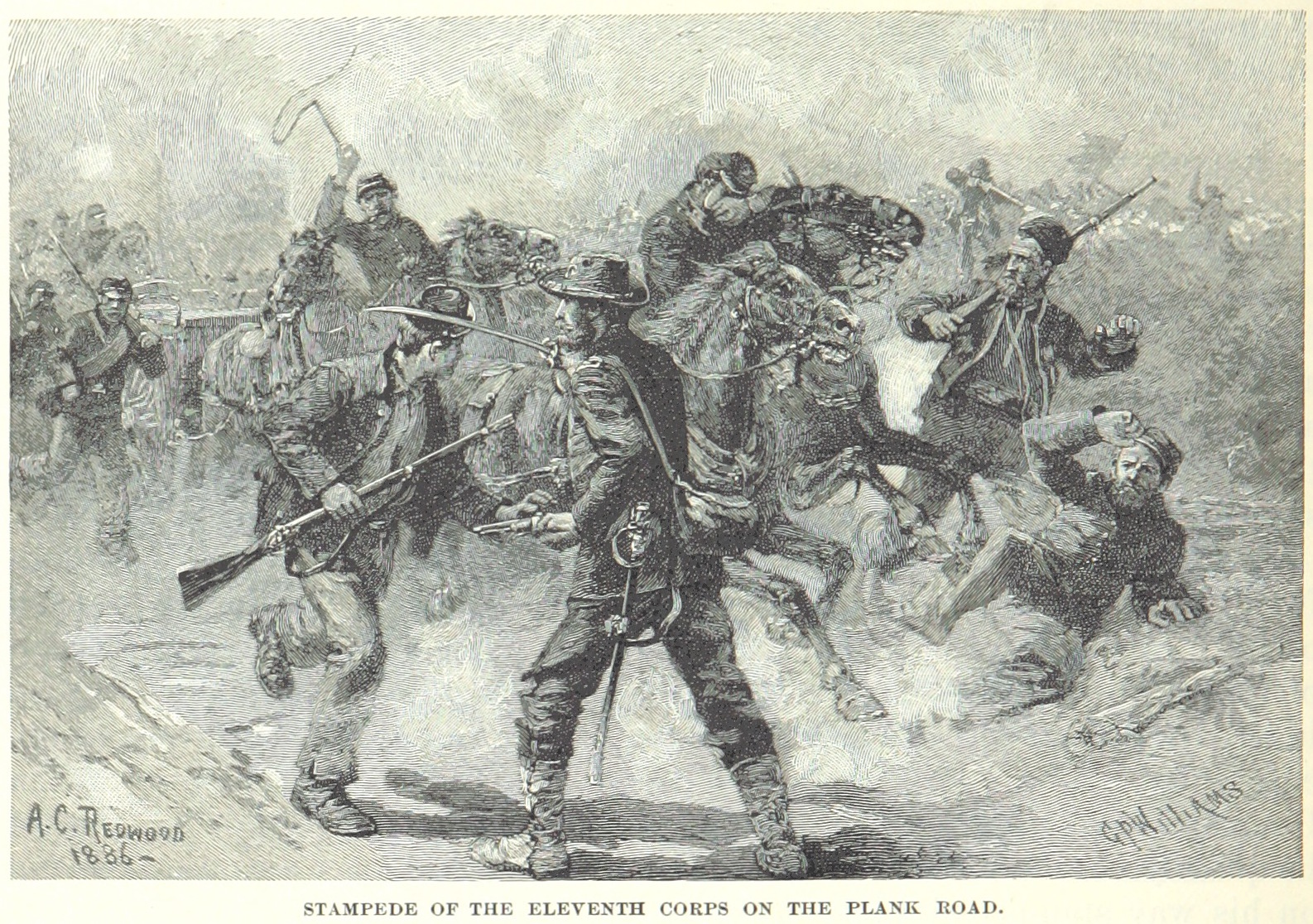
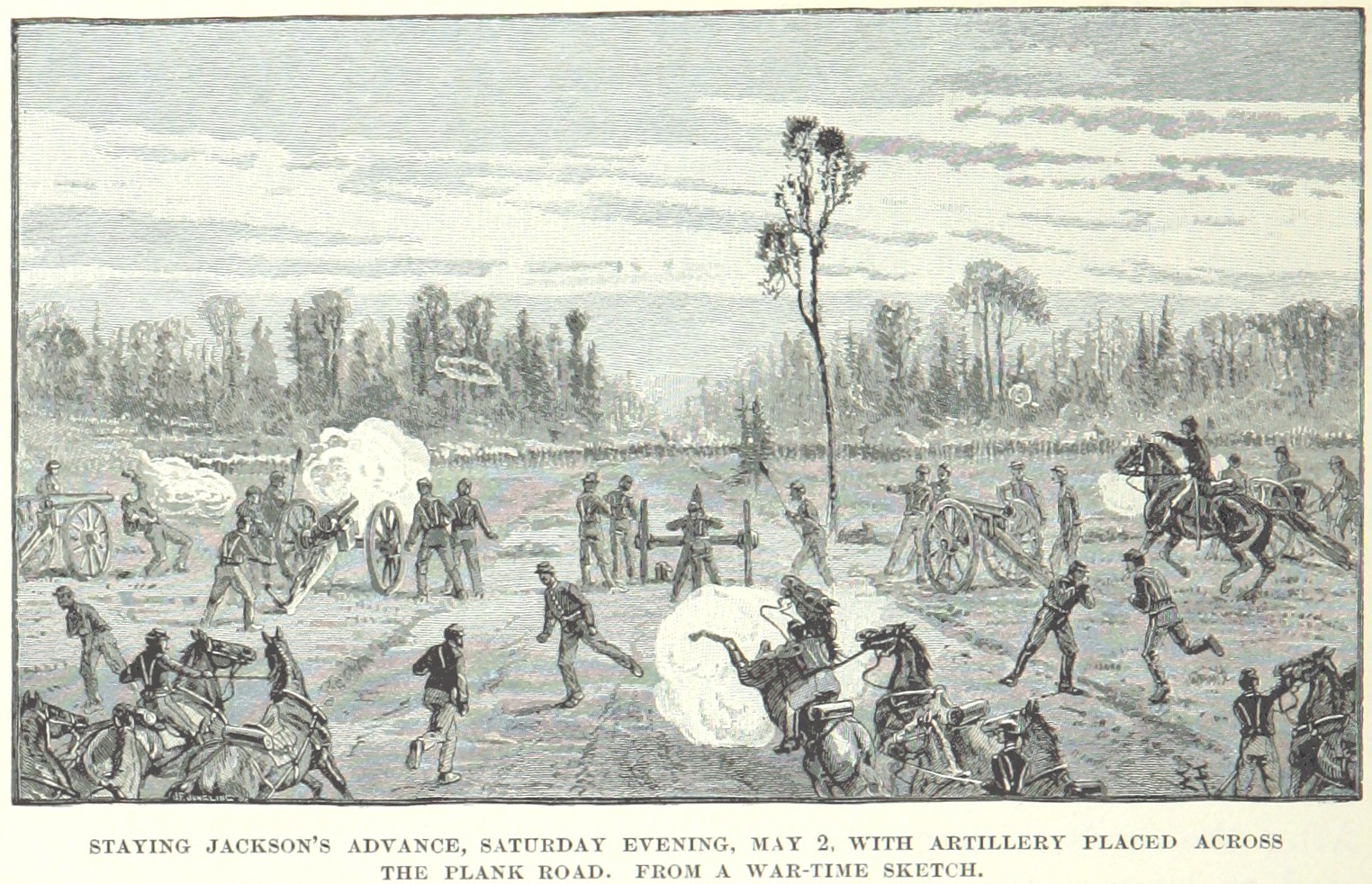
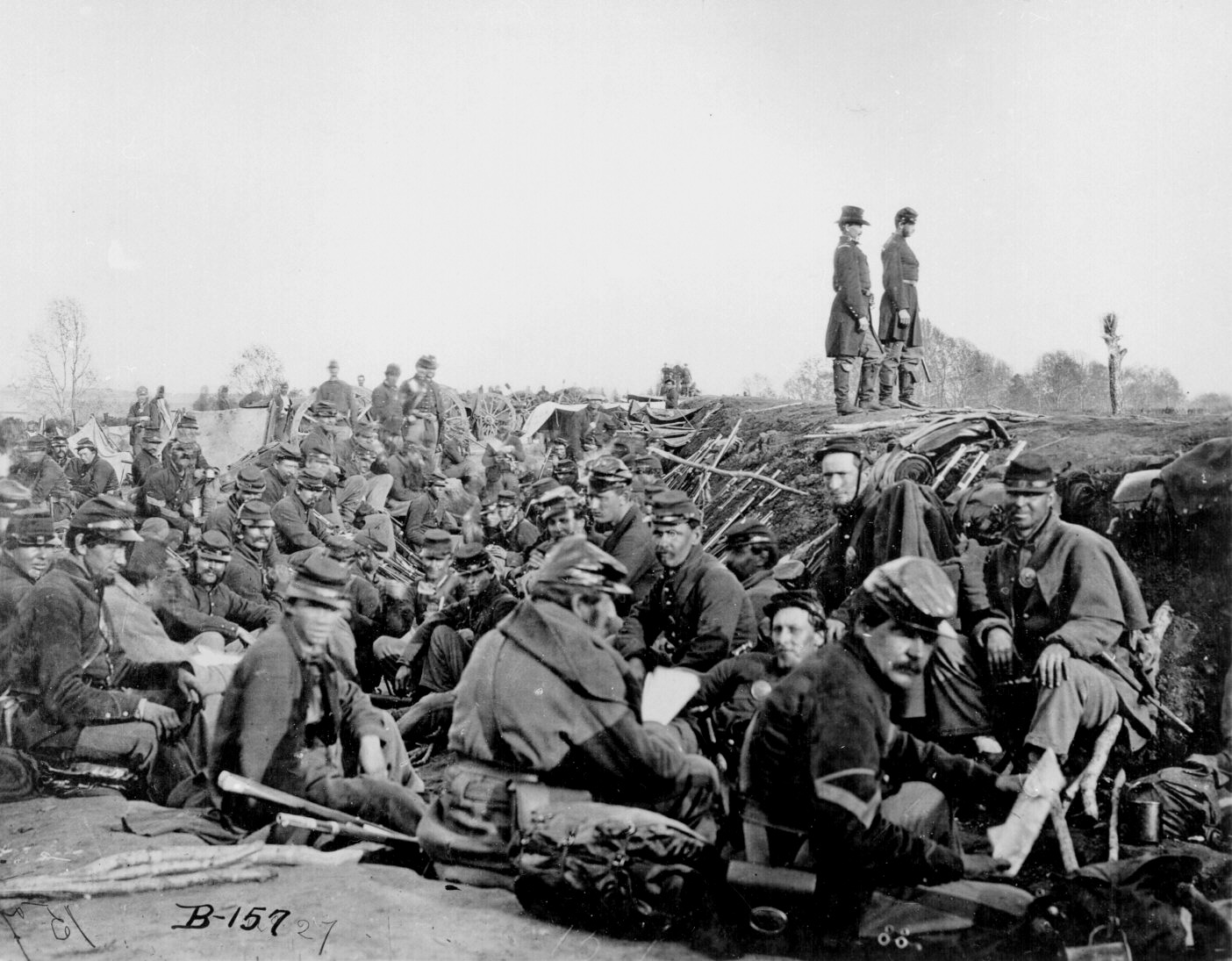
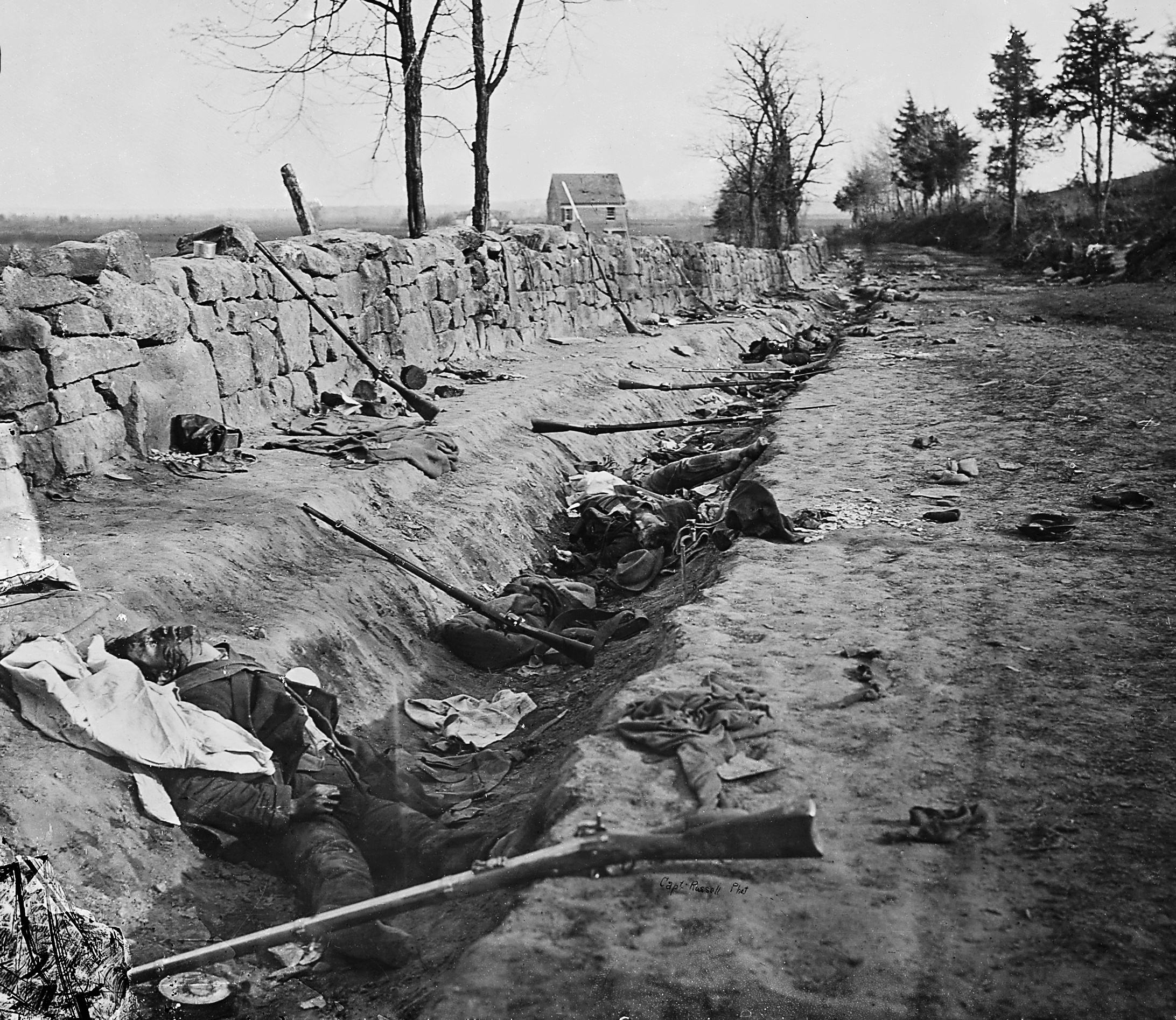
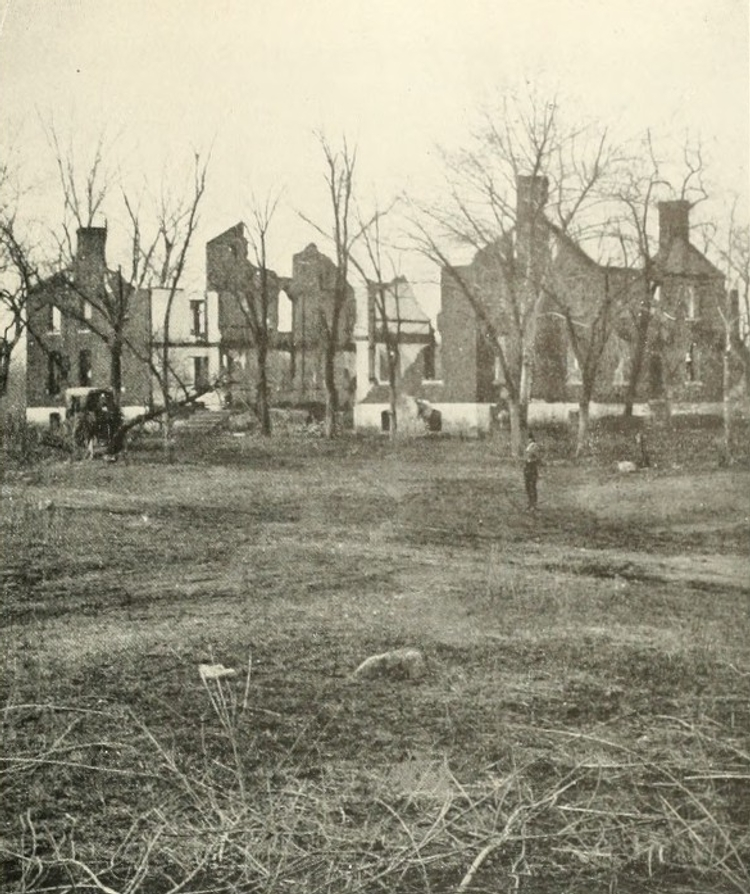